# Anna Soubry
Anna Mary Soubry (née le 7 décembre 1956 dans le Lincolnshire) est une femme politique britannique et avocate de profession.

## Biographie
Anna Soubry est journaliste de télévision de 1981 à 1995. Elle présente divers programmes régionaux et de réseaux notamment This morning sur ITV Granada. En 1995 elle intègre le barreau anglais en tant qu'avocate. Membre du Parti conservateur, elle est  députée pour la circonscription de Broxtowe dans le Nottinghamshire de 2010 à 2019.
De septembre 2012 à octobre 2013, elle est sous-secrétaire d'État au ministère de la Santé. D'octobre 2013 à mai 2015, elle est sous-secrétaire d'État puis ministre d'État au ministère de la Défense.
Du 11 mai 2015 au 15 juillet 2016, elle est ministre d'état aux Petites entreprises, à l'Industrie et à l'Entreprise dirigé par le secrétaire d'État Sajid Javid.
En 2016, elle fait campagne contre le Brexit et, après le vote en faveur de la sortie de l'Union européenne, milite pour un retrait mesuré.
Le 20 février 2019, elle quitte les conservateurs pour rejoindre Change UK.
En octobre 2021, elle rejoint son ancien cabinet d'avocat et le barreau.